# Lukas Lang (Eishockeyspieler)
Lukas Lang (* 27. Juli 1986 in Brünn, Tschechoslowakei) ist ein ehemaliger deutscher Eishockeytorwart tschechischer Abstammung, der im Laufe seiner Karriere unter anderem für den EV Duisburg, die Adler Mannheim, Grizzly Adams Wolfsburg, Krefeld Pinguine, Düsseldorfer EG und den EHC Red Bull München in der  DEL aktiv war. Lukas ist der Sohn von Karel Lang, der ebenfalls als Torwart in der DEL aktiv war.

## Karriere

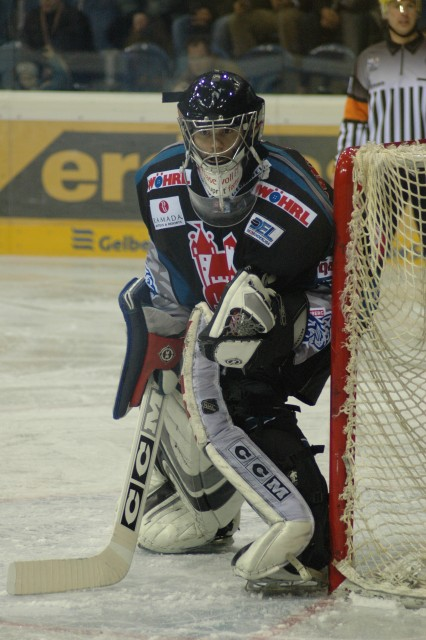
Lukas Lang

Lukas Lang begann 1993 das Eishockeyspielen mit sechs Jahren in Stuttgart. Von 2001 bis 2003 stand der Torhüter im Kader der Junioren des EHC 80 Nürnberg. In der Saison 2003/2004 feierte Lang schließlich sein DEL-Debüt für die Eisbären Berlin, zu denen er im Sommer 2003 gewechselt war. Zur Saison DEL 2004/05 kehrte der Goalie nach Nürnberg zurück, wo er als Ersatzkeeper bei den Nürnberg Ice Tigers aktiv war. In seinem ersten Jahr nach der Rückkehr nach Franken spielte Lang, der von Teamkollegen den Spitznamen „Luky“ erhielt, dank einer Förderlizenz auch beim Zweitligisten EV Weiden. Auch in der Saison 2005/2006 hütete er mit einer Förderlizenz das Tor der „Blue Devils“ in der Oberliga. In der Saison 2006/2007 spielt er per Förderlizenz bei den Eisbären Regensburg in der 2. Bundesliga.
Zur Spielzeit 2007/08 unterzeichnete Lukas Lang einen Jahresvertrag beim EV Duisburg und verließ nach der Insolvenz der Duisburger am 6. April 2009 den Verein, als er von den Adler Mannheim verpflichtet wurde.
Während der Saison 2011/12 stand er bei den Grizzly Adams Wolfsburg unter Vertrag, ehe er im Juni 2012 zu den SERC Wild Wings in die 2. Bundesliga wechselte.
Im Mai 2013 gaben die Krefeld Pinguine die Verpflichtung von Lukas Lang bekannt. In der Saison 2013/14 war er zweiter Torhüter hinter Tomáš Duba und kam dabei zu insgesamt elf Einsätzen. Anschließend erhielt er in Krefeld keinen neuen Vertrag und wechselte daraufhin zur Düsseldorfer EG.
Ab August 2015 stand Lang beim EHC Red Bull München unter Vertrag und beendete im August 2016 aufgrund einer Verletzung seine Karriere.

## Erfolge und Auszeichnungen
- 2007 Deutscher Vizemeister mit den Nürnberg Ice Tigers
- 2016 Deutscher Meister mit dem EHC Red Bull München

## DEL-Statistik
(Legende zur Torhüterstatistik: GP oder Sp = Spiele insgesamt; W oder S = Siege; L oder N = Niederlagen; T oder U oder OT = Unentschieden oder Overtime- bzw. Shootout-Niederlage; Min. = Minuten; SOG oder SaT = Schüsse aufs Tor; GA oder GT = Gegentore; SO = Shutouts; GAA oder GTS = Gegentorschnitt; Sv% oder SVS% = Fangquote; EN = Empty Net Goal; 1 Play-downs/Relegation; Kursiv: Statistik nicht vollständig)